# 7-10 Split
7-10 Split ist eine US-amerikanische Sportkomödie aus dem Jahr 2007. Regie führte Tommy Reid, das Drehbuch schrieb Ross Patterson.

## Handlung
Der Schauspieler Ross Vegas widmet sich dem Bowling und startet in Profi-Wettbewerben. Seine Freundin Lindsay und der mit ihm befreundete Mike begleiten ihn. Vegas wird als Sportler erfolgreich und in den Medien präsent, aber er erwirbt sich einen schlechten Ruf. Seine Beziehung und seine Freundschaft zu Mike gehen kaputt.

## Kritiken
Jason Buchanan schrieb im All Movie Guide, der Film zeige den Unterschied zwischen dem „dauerhaften Ruhm“ und der „flüchtigen negativen Bekanntheit“.

## Produktion
Der Film wurde in Los Angeles und in Simi Valley gedreht. Seine Produktionskosten betrugen schätzungsweise 4 Millionen US-Dollar. Die Weltpremiere fand am 11. Februar 2007 auf dem European Film Market statt. In Japan wurde der Film im März 2008 direkt auf DVD veröffentlicht.
Tommy Reid, ein Bruder der als Produzentin und Hauptdarstellerin tätigen Tara Reid, debütierte mit diesem Film als Regisseur.

## Trivia
„7-10-Split“ bezeichnet die schwerste Konstellation nach einem misslungenen ersten Bowlingversuch, doch noch alle Pins zum Spare abzuräumen. Die Pins stehen jeweils ganz links und ganz rechts hinten. Es ist sehr schwierig, im zweiten Wurf diese beiden Pins zu treffen.

7-10 Split bedeutet im Bowling, dass die beiden äußeren Pins nach dem ersten Wurf stehen bleiben.